# Saint-André-le-Gaz
Saint-André-le-Gaz är en kommun i departementet Isère i regionen Auvergne-Rhône-Alpes i sydöstra Frankrike. Kommunen ligger i kantonen Le Pont-de-Beauvoisin som tillhör arrondissementet La Tour-du-Pin. År 2022 hade Saint-André-le-Gaz 2 726 invånare.

## Befolkningsutveckling
Antalet invånare i kommunen Saint-André-le-Gaz
Referens:INSEE